# William Kerr, 2. Marquess of Lothian

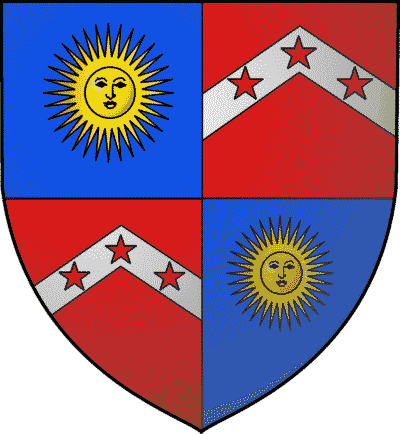
Wappen der Marquess of Lothian

William Kerr, 2. Marquess of Lothian KT (auch William Kerr, 5. Lord Jedburgh) (* vor 27. März 1661; † 28. Februar 1722 in London) war ein britischer Adliger, Offizier und Politiker.

## Herkunft und Charakter
William Kerr war der älteste Sohn von Robert Kerr, 2. Earl of Lothian und dessen Frau Jean Campbell. Er wurde am 27. März 1661 in Newbattle getauft. Über seine Jugend und Ausbildung ist nichts bekannt. John Macky beschrieb den etwa 45-jährigen Kerr als sehr gutaussehend, lebhaft und als gläubigen Presbyterianer. Daniel Defoe dagegen hielt ihn einige Jahre später wegen seiner Laster, seiner Sittenlosigkeit und seiner Begierden für abscheulich.

## Beginn der politischen Tätigkeit und militärische Karriere
Williams Vater wurde unter König Jakob VII. als Unterstützer der Campbells aus seinen Ämtern gedrängt. Auch William Kerr unterstützte deshalb eifrig die Glorious Revolution von 1688 und wurde ein loyaler Unterstützer des neuen Königs Wilhelm II. Gemäß einer 1669 von seinem Großvater William Kerr, 1. Earl of Lothian mit Robert Kerr, 2. Lord Jedburgh geschlossenen Vereinbarung erbte er 1692 nach dem Tod seines entfernten Verwandten Robert Kerr, 4. Lord Jedburgh als 5. Lord Jedburgh den Titel eines Lord of Parliament. Im Parliament of Scotland unterstützte er wie sein Schwager Archibald Campbell, 10. Earl of Argyll die Hofpartei. Dazu diente er als Militär. Er wurde am 1. Oktober 1696 zum Colonel ernannt und wurde Regimentsinhaber der Queen’s Own Regiment of Dragoons. 1702 wurde er zum Brigadier-General und am 1. Januar 1704 zum Major-General befördert. Sein Vater war 1701 zum Marquess of Lothian erhoben worden. Nach dem Tod seines Vaters im Februar 1703 erbte Kerr dessen Besitzungen und Titel.

## Rolle bei der Union Schottlands mit England
Lothian, wie er nun genannt wurde, unterstützte nun seinen Neffen John Campbell, 2. Duke of Argyll, der 1705 als Lord High Commissioner das schottische Parlament leitete. Am 31. Juli 1705 schlug Lothian im Parlament eine Lesung des Gesetzes über eine Union mit England vor, und in der Folge gehörte er der Kommission an, die mit England über die Union verhandelte. Nach dem Ende der Parlamentsperiode wurde er am 30. Oktober 1705 in den Distelorden aufgenommen. Als Argyll jedoch politisch vom Duke of Queensberry ausmanövriert wurde, verlor auch Lothian seinen Platz in der Verhandlungskommission mit England. Auch sein Versuch, als Nachfolger von General George Ramsay kommandierender General in Schottland zu werden, scheiterte. Als Argyll aber vor Oktober 1706 wieder die Gunst von Königin Anne gewann, hatte auch Lothian wieder politischen Einfluss. Am 4. November 1706 stimmte er im Parlament für die Annahme des ersten Artikel des Act of Union, der eine Verschmelzung von England und Schottland vorsah, und am 16. Januar 1707 stimmte er für die Annahme des Unionvertrags. Am 1. Januar 1707 war er zum Generalleutnant befördert worden, und am 25. April 1707 wurde er Regimentsinhaber des Scots Regiment of Foot Guards. Auf dieses Kommando hatte er sich bereits ein Jahr zuvor beworben. Für das Kommando gab er sein Kommando über das Regiment der Queen’s Own Dragoons ab. Mit Unterstützung von Argyll wurde er für 1707 und 1708 zu einem der 16 schottischen Representative Peers gewählt, die Mitglied des britischen House of Lords waren.

## Weitere politische Tätigkeit
Nachdem Argyll sich 1710 den Tories angeschlossen hatte, scheint auch Lothian bei der Unterhauswahl 1710 die Tories unterstützt zu haben. Im Juni 1711 bewarb er sich bei Lord High Treasurer Robert Harley, 1. Earl of Oxford vergeblich um eine britische Peer-Würde. Noch 1713 bat er Oxford um Anweisungen, wie er die Unterhauswahlen beeinflussen solle. 1713 legte er sein Kommando als Oberst der Scots Foot Guards nieder. Nach der Thronbesteigung der Hannoveraner 1714 gehörte Lothian wie Argyll der Opposition an. Im November 1714 unterzeichnete er eine vergebliche Petition, die sich gegen den Vorrang von englischen gegenüber schottischen Adelstiteln im House of Lords wandte. 1715 wurde er erneut als schottischer Representative Peer gewählt und behielt dieses Amt bis zu seinem Tod.

## Heirat und Nachkommen
Am 30. Juni 1685 hatte Kerrs Vater mit Archibald Campbell, 9. Earl of Argyll einen Heiratsvertrag geschlossen, so dass William Kerr Campbells Tochter, seine Cousine Jean Campbell (um 1661–1712) heiratete. Mit ihr hatte er einen Sohn und vier Töchter:
- William Kerr, 3. Marquess of Lothian;
- Lady Anne Kerr († 1727), ⚭ (1) Alexander Home, 7. Earl of Home, ⚭ (2) Henry Ogle;
- Lady Jean Kerr († 1768) ⚭ William Cranstoun, 5. Lord Cranstoun;
- Lady Elizabeth Kerr († 1758) ⚭ George Ross, 13. Lord Ross;
- Lady Mary Kerr († 1768) ⚭ Alexander Hamilton.

Lothian wurde am 6. März 1722 in Westminster Abbey beigesetzt. Sein Erbe wurde sein Sohn William.